# 西尔维娅·罗泽
西尔维娅·罗泽（德語：Sylvia Rose，1962年12月23日—），旧姓米勒（Müller），德国女子赛艇运动员。她曾代表东德参加1988年夏季奥林匹克运动会赛艇比赛，获得女子四人单桨有舵手金牌。